# Scytalopus perijanus
El tapaculo de Perijá (Scytalopus perijanus) es una especie de ave paseriforme perteneciente al numeroso género Scytalopus de la familia Rhinocryptidae. Es endémico de la Sierra de Perijá, en Colombia y Venezuela.

## Descripción
Mide entre 10 y 12 cm de longitud y pesa en promedio 18 g. La garganta, el cuello, el pecho y el centro del vientre son grises con matices brillantes. La cabeza, la espalda y los hombros son grises. Las plumas de los hombros tienen tramas oscuras y de color marrón. Presenta un parche en la nuca de color castaño rojizo a pardo oscuro. La grupa es de color castaño a ante con plumas grises. Las coberteras de la cola son de color castaño barradode sepia; la parte inferior del pecho y el centro del vientre están regados con un color blanquecino. La parte baja y los lados del vientre son de color ante a anaranjado arcilla. Los muslos son de marrón y ante negruzcos. Las timoneras y las remeras son de color marrón. El iris es marrón oscuro. Los ejemplares juveniles presentan barretedo ante, marrón y negro en gran parte del cuerpo y alas.

Su llamado es diferente al de otras especies del género Scytalopus.

## Distribución y hábitat

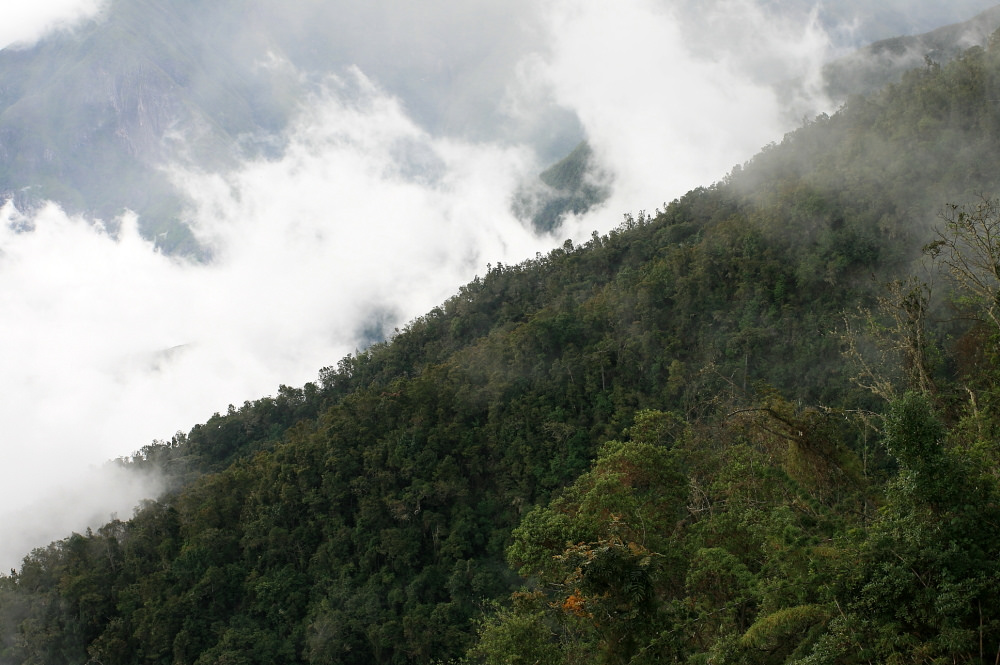
Vereda El Cinco, Sierra de Perijá, el hábitat de la especie

La especie ha sido registrada en 19 localidades en ambas pendientes de la Serranía de Perijá. En la pendiente venezolana, es conocida en 9 localidades a altitudes entre 1800 y 3120 m s. n. m. en el estado de Zulia; en la pendiente colombiana, es conocida en 10 localidades en los departamentos de La Guajira y Cesar en altitudes entre 1600 y 3225 m s. n. m.
El rango altitudinal de S. perijanus abarca una variedad de hábitats que van desde selvas montanas húmedas bajas a altas, bosques enanos, páramo, subpáramo y bosques nublados.

## Estado de conservación
Esta especie ha sido calificada como amenazada de extinción en grado «vulnerable» por la Unión Internacional para la Conservación de la Naturaleza (UICN). Las selvas y el páramo de la Serranía de Perijá tienen una larga historia de perturbación humana. La cobertura boscosa ha sido casi completamente eliminada en la pendiente colombiana, desde el piedemonte hasta los 2000 m en La Guajira, y especialmente alrededor de la localidad tipo. Los remanentes boscosos arriba de los 2600 m y el páramo están altamente fragmentados. No existen áreas protegidas del lado colombiano, pero, del lado venezolano, 300 000 ha de selva montana y páramo están protegidas por el 
parque nacional Sierra de Perijá.
Los remanentes forestales donde habita, totalizando una área inferior a 5000 km², están bajo una fuerte presión de fragmentación y deforestación. Teniendo en cuenta los criterios definidos por la UICN, los autores recomendaron que, en la Lista Roja elaborada por esta entidad, este taxón sea categorizado como “en peligro de extinción”.

## Sistemática

### Descripción original
La especie S. perijanus fue descrita por primera vez por los ornitólogos colombianos Jorge Enrique Avendaño, Andrés M. Cuervo, Juan Pablo López-O., Natalia Gutiérrez Pinto, Alexander Cortés Diago & Carlos Daniel Cadena,  en 2015 bajo el mismo nombre científico; localidad tipo «vereda El Cinco, municipalidad de Manaure, Departamento de César, pendiente occidental de la Serranía de Perijá, Colombia (10°21'50"N, 72°56'51"O); elevación 2450 m».

### Taxonomía
Fue reconocida como especie válida mediante la aprobación de la Propuesta N° 670 al South American Classification Committee (SACC) de marzo de 2015.